# Kulautuva
Kulautuva är en ort i Litauen. Den ligger i den centrala delen av landet, 110 km väster om huvudstaden Vilnius. Kulautuva ligger 68 meter över havet och antalet invånare är 1 401.
Terrängen runt Kulautuva är platt. Runt Kulautuva är det ganska tätbefolkat, med 56 invånare per kvadratkilometer. Närmaste större samhälle är Kaunas, 18,1 km öster om Kulautuva. Omgivningarna runt Kulautuva är en mosaik av jordbruksmark och naturlig växtlighet.